# Licnodamaeus pulcherrimus
Licnodamaeus pulcherrimus är en kvalsterart som först beskrevs av Paoli 1908.  Licnodamaeus pulcherrimus ingår i släktet Licnodamaeus och familjen Licnodamaeidae. Inga underarter finns listade i Catalogue of Life.